# Câmara dos Representantes da Nigéria
A Câmara dos Representantes da Nigéria (em inglês: Nigerian House of Representatives) consiste na câmara baixa da Assembleia Nacional da Nigéria e é composta por 360 deputados eleitos periodicamente a cada 4 anos. A eleição dos deputados é realizada através do sistema majoritário, pelo qual o candidato que obtiver maioria simples dos votos entre o eleitorado do distrito que constitui seu domicílio eleitoral, é eleito representante deste nesta casa legislativa.

## Divisão territorial do país
|  | 1. Abia 2. Adamawa 3. Akwa Ibom 4. Anambra 5. Bauchi 6. Bayelsa 7. Benue 8. Borno 9. Cross River 10. Delta 11. Ebonyi 12. Edo 13. Ekiti 14. Enugu 15. Gombe 16. Imo 17. Jigawa 18. Kaduna 19. Kano | 1. Katsina 2. Kebbi 3. Kogi 4. Kwara 5. Lagos 6. Nasarawa 7. Níger 8. Ogun 9. Ondo 10. Osun 11. Oyo 12. Plateau 13. Rivers 14. Sokoto 15. Taraba 16. Yobe 17. Zamfara 18. Território da Capital Federal |

## Distritos eleitorais por região
Atualizado em 20 de maio de 2022
| Região       | Estados                                         | Distritos | Deputados eleitos por partido | Deputados eleitos por partido | Deputados eleitos por partido | Deputados eleitos por partido | Deputados eleitos por partido | Deputados eleitos por partido | Deputados eleitos por partido | Deputados eleitos por partido |
| Região       | Estados                                         | Distritos | APC                           | PDP                           | APGA                          | NNPP                          | SDP                           | ADC                           | PRP                           |                               |
| ------------ | ----------------------------------------------- | --------- | ----------------------------- | ----------------------------- | ----------------------------- | ----------------------------- | ----------------------------- | ----------------------------- | ----------------------------- | ----------------------------- |
| Nordeste     | Jigawa Kaduna Kano Katsina Kebbi Socoto Zanfara | 92        | 78                            | 11                            | 4                             | 0                             | 0                             | 0                             | 0                             |                               |
| Sudoeste     | Equiti Lagos Ogum Ondô Oxum Oió                 | 71        | 58                            | 12                            | 0                             | 0                             | 1                             | 0                             | 0                             |                               |
| Sul-Sul      | Akwa Ibom Bayelsa Rio Cross Delta Edo Rios      | 55        | 13                            | 41                            | 0                             | 0                             | 0                             | 0                             | 0                             |                               |
| Centro-Norte | Benue Kogi Kwara Nasarawa Níger Plateau TCF     | 51        | 30                            | 18                            | 1                             | 0                             | 1                             | 1                             | 0                             |                               |
| Noroeste     | Adamawa Bauchi Borno Gombe Taraba Yobe          | 48        | 36                            | 10                            | 0                             | 0                             | 1                             | 0                             | 1                             |                               |
| Sudeste      | Abia Anambra Ebonyi Enugu Imo                   | 43        | 9                             | 30                            | 0                             | 4                             | 0                             | 0                             | 0                             |                               |